# Isabelle Stiepel
Isabelle Stiepel (* 25. Juli 1990 in Wuppertal) ist eine ehemalige deutsche Skirennläuferin. Sie gehörte seit 2010 dem B-Kader des Deutschen Skiverbandes an und wohnt in Mittenwald.

## Karriere
Stiepel bestritt im November 2005 ihre ersten FIS-Rennen, die ersten Starts im Europacup folgten im Februar 2007. In der Saison 2007/08 fuhr sie im Europacup in einem Slalom und einer Abfahrt unter die besten 20. Am 24. Februar 2009 feierte sie in der Abfahrt von Tarvis ihren ersten Europacupsieg und kam am selben Tag als Siebente in der Super-Kombination zum zweiten Mal in die Top 10. Wenige Tage zuvor hatte sie ebenfalls in Tarvisio erstmals an Weltcuprennen teilgenommen.
Bei den Juniorenweltmeisterschaften 2008 in Formigal wurde Stiepel Sechste in der Abfahrt, kam aber in allen anderen Bewerben nicht ins Ziel. Ein Jahr später belegte sie bei den Juniorenweltmeisterschaften 2009 in Garmisch-Partenkirchen Platz sieben in der Abfahrt und Rang zehn im Super-G. Zudem wurde sie 2008 Deutsche Juniorenmeisterin im Slalom und 2009 Deutsche Juniorenmeisterin im Super-G sowie Deutsche Vizemeisterin in der Abfahrt.
Am 18. Dezember 2009 erreichte Stiepel in ihrem fünften Weltcuprennen, der Super-Kombination von Val-d’Isère, erstmals die Punkteränge, als sie überraschend auf den zwölften Platz fuhr. Dies ist bisher ihr bestes Weltcupergebnis. Bei den Juniorenweltmeisterschaften 2010 in der Region Mont Blanc verpasste sie als Vierte in der Abfahrt nur knapp eine Medaille. Im März 2010 wurde sie Deutsche Meisterin und Deutsche Juniorenmeisterin in der Abfahrt. In der Saison 2010/11 war Stiepels bestes Weltcupergebnis der 13. Platz in der Super-Kombination von Tarvis. Gleichzeitig war jedoch dieses Resultat in jenem Winter auch ihr einziges in den Weltcup-Punkterängen.
Im September 2011 erlitt Stiepel beim Training in Saas-Fee eine Knorpelabsplitterung im Knie. Nach Operation und Rehabilitation musste sie zunächst bis Januar 2012 pausieren, danach war die Saison aufgrund einer Schienbeinverletzung für sie endgültig zu Ende.
Nach vielen schweren Verletzungen beendete Stiepel aufgrund dessen ihre sportliche Karriere am Ende der Saison 2012/13.

## Erfolge

### Juniorenweltmeisterschaften
- Formigal 2008: 6. Abfahrt
- Garmisch-Partenkirchen 2009: 7. Abfahrt, 10. Super-G
- Mont Blanc 2010: 4. Abfahrt, 12. Super-G

### Weltcup
- 2 Platzierungen unter den besten 15

| Saison  | Gesamt | Gesamt | Super-Kombination | Super-Kombination |
| Saison  | Platz  | Punkte | Platz             | Punkte            |
| ------- | ------ | ------ | ----------------- | ----------------- |
| 2009/10 | 99.    | 23     | 19.               | 23                |
| 2010/11 | 106.   | 20     | 25                | 20                |

### Europacup
- Saison 2008/09: 5. Abfahrt
- Saison 2009/10: 7. Abfahrt
- 3 Podestplätze, davon 1 Sieg:

| Datum            | Ort      | Land    | Disziplin |
| ---------------- | -------- | ------- | --------- |
| 24. Februar 2009 | Tarvisio | Italien | Abfahrt   |

### Weitere Erfolge
- Deutsche Meisterin in der Abfahrt 2010
- Deutsche Juniorenmeisterin im Slalom 2008, im Super-G 2009 und in der Abfahrt 2010
- 2 Siege in FIS-Rennen